# Hippotion porcia
Hippotion porcia är en fjärilsart som beskrevs av Hans Daniel Johan Wallengren 1860. Hippotion porcia ingår i släktet Hippotion och familjen svärmare. Inga underarter finns listade i Catalogue of Life.